# José Antonio Pecharromán
José Antonio Pecharromán Fabián est un coureur cycliste espagnol, né le 10 juin 1978 à Cáceres.

## Biographie
Il est passé professionnel en 2000 dans l'équipe espagnole Jazztel-Costa de Almeria. Après trois saisons discrètes durant lesquelles il se blesse à plusieurs reprises (notamment une fracture du crâne contractée sur chute durant le Tour de Catalogne en 2002 et qui lui a causé une perte de mémoire partielle), il se révèle soudainement au mois de juin 2003, durant lequel il remporte successivement la Bicyclette basque et le Tour de Catalogne (en y glanant respectivement trois et une étapes), puis en terminant à la cinquième place du championnat d'Espagne du contre-la-montre. Ayant montré de bonnes qualités tant en contre-la-montre qu'en montagne, Pecharroman apparaît comme un nouvel espoir espagnol pour les courses par étapes, ce qui attise l'intérêt de plusieurs grandes équipes et lui permet de signer un contrat avec Quick Step pour 2004. La fin de saison 2003 est surtout marquée par les tensions entre le coureur et son directeur sportif, déçu par son abandon rapide sur le Tour d'Espagne alors qu'il avait le statut de leader.
Sa saison chez Quick Step est catastrophique. Ne réalisant pas de résultat significatif, Pecharroman n'est sélectionné ni sur le Tour d'Italie ni sur le Tour de France. Leader de l'équipe sur la Vuelta, il termine 49e au classement final. Guère plus convaincant en 2005, avec une deuxième place au Trofeo Calvia et une sixième au Tour de Belgique, Patrick Lefevere ne renouvelle pas le contrat de Pecharroman, ni celui de son compatriote Juan Miguel Mercado, arrivé en même temps dans l'équipe Quick Step et lui aussi en deçà des espérances du manager belge.
Pecharroman est alors recruté par l'équipe espagnole Comunidad Valenciana. Sans gagner, il obtient de bonnes places d'honneur sur le Tour de Catalogne (11e), le Tour de Burgos (2e) et la Subida a Urkiola (5e). Cependant, la majorité de l'équipe et son encadrement sont impliqués dans l'Affaire Puerto. La formation Comunidad Valenciana est dissoute en fin de saison. José Antonio Pecharromán, qui n'est pas cité parmi les suspects, signe pour 2007 avec la formation portugaise Benfica, avec laquelle il se place huitième du Tour du Portugal.

## Palmarès

### Palmarès amateur
- 1999
  - Clásica de Pascua
  - 3ea étape du Tour d'Alava
  - 3e du championnat d'Espagne du contre-la-montre espoirs

### Palmarès professionnel
- 2003
  - Bicyclette basque :
    - Classement général
    - 2e, 3e et 4eb (contre-la-montre) étapes

  - Tour de Catalogne :
    - Classement général
    - 6e étape (contre-la-montre)
- 2005
  - 2e du Trofeo Calvia
- 2006
  - 2e du Tour de Burgos

## Résultats sur le Tour d'Espagne
5 participations
- 2001 : 49e
- 2002 : 27e
- 2003 : abandon
- 2004 : 49e
- 2005 : hors-délai à la 12e étape